# Tommy Dorsey
Thomas Francis Dorsey Jr., detto Tommy (Shenandoah, 19 novembre 1905 – Greenwich, 26 novembre 1956), è stato un trombonista e direttore d'orchestra statunitense.
Fu un trombonista dal suono definito, che privilegiava le esecuzioni melodiche, dove era assolutamente eccellente. La sua maniera di suonare, con una grande padronanza del registro acuto e un uso particolare del vibrato, lo rese un esecutore particolarmente apprezzato e riconoscibile.

## Biografia
Nacque a Shenandoah, in Pennsylvania da una famiglia di modeste origini, secondo figlio di Thomas Francis Dorsey Senior e Theresa L. Dorsey. Suo padre, minatore ma molto legato all'attività musicale (fu docente di musica, suonatore di cornetta e direttore d'orchestra), insegnò ai figli la teoria e la pratica musicale trasmettendo loro la passione per le melodie jazzistiche che si stavano sviluppando negli USA nei primi anni del Novecento. Iniziò a suonare con diversi musicisti, come Jean Goldkette, Paul Whiteman e registrò con Bix Beiderbecke (Bix & His Rhythm Jugglers), Joe Venuti, Eddie Lang e Red Nichols (Red Nichols & His Five Pennies).
Successivamente, insieme al fratello maggiore Jimmy (virtuoso di sax e di clarinetto) Tommy fondò la band "Dorsey's Novelty Six - Wilde Canaries" che ebbe successo negli anni venti e successivamente, nel 1928, prese il nome di "Dorsey Brothers Orchestra". Tra i componenti della band sono da ricordare Glenn Miller, Ray McKinley e Bob Crosby. In quegli anni Tommy Dorsey suonava sia il trombone sia la tromba, tanto da registrare diversi soli nelle incisioni dell'orchestra, tra i quali "The Spell of the Blues" con la Dorsey Brothers Orchestra per la OKeh (OKE 41181; Matrix W.401560-B).
Nel 1929 ebbero molto successo con il brano Let's Do It (Let's Fall in Love) con Bing Crosby come cantante solista. In questo periodo, con solo alcuni elementi della formazione maggiore, formò i "Clambake Seven", un gruppo che lo accompagnò per molti anni durante la sua carriera musicale.
Tommy Dorsey durante la sua carriera collaborò con numerosi gruppi, orchestre e artisti vari come Louis Armstrong, Art Tatum, Benny Goodman e molti altri.
Negli anni trenta le strade dei due fratelli si separarono: Jimmy continuò con la vecchia band e Tommy fondò la propria orchestra, dai resti della band di Joe Haymes. La nuova formazione ebbe vari componenti e cantanti, fra cui anche il giovane Frank Sinatra: si dice che Sinatra abbia perfezionato il controllo del respiro osservando e imparando dagli insegnamenti di Dorsey mentre suonava il trombone. Nel 1936 uscì il singolo I'm Getting Sentimental Over You che vincerà il Grammy Hall of Fame 1998, nel 1937 il singolo Marie che raggiunse la prima posizione negli Stati Uniti e vincerà il Grammy Hall of Fame 1998, nel 1940 il singolo I'll Never Smile Again con Sinatra, che raggiunse la prima posizione per dodici settimane negli Stati Uniti e che verrà premiato con il Grammy Hall of Fame 1982, nel 1943 There Are Such Things che raggiunse la prima posizione nella Billboard Hot 100 per cinque settimane, e In the Blue of Evening con Sinatra per tre settimane.
La capacità di Tommy Dorsey di reclutare musicisti di qualità è testimoniata dalla raccolta di dischi chiamata Tommy Dorsey Starmaker. Tra i collaboratori sono da ricordare Bunny Berigan, Pee Wee Erwin, Charlie Spivak, Yank Lawson, Charlie Shavers, Ziggy Elman, Johnny Mince, Buddy DeFranco, Bud Freeman, Joe Bushkin, Buddy Rich, Dave Tough, Louie Bellson, Jo Stafford, Connie Haines, The Pied Pipers, Lacy Ann Folk, Sy Oliver, Paul Weston e Axel Stordahl.
Dorsey si rivelò un ottimo bandleader quando nel 1940 ingaggiò quel cantante che avrebbe scalato con velocità straordinaria i gradini della fama universale. Infatti Frank Sinatra realizzò con l'orchestra di Dorsey praticamente tutti i suoi migliori dischi degli esordi, e più tardi attribuì il suo modo rilassato di cantare le ballad al tentativo di imitare il suono morbido del trombone di Tommy, benché anche gli arrangiamenti scritti brillantemente da Axel Stordahl per le sue canzoni fossero stati di grande aiuto.
Per ben dieci anni, fra il 1935 e il 1945, fu spesso ai primi posti nelle top ten delle radio statunitensi insieme a personaggi come Benny Goodman, Glenn Miller - altro trombonista come lui - e anche il fratello Jimmy.
Dopo la fine della seconda guerra mondiale, nel 1945 Dorsey pubblicò un album di grande successo intitolato Getting Sentimental, in cui eseguiva I'm Getting Sentimental over You, una ballad che divenne in seguito uno standard. Tale arrangiamento lo accompagnò per tutta la vita artistica: da quando creò la sua big band dopo la separazione dal fratello Jimmy (1935), divenne la sigla di apertura e di chiusura dei vari concerti. Tommy Dorsey fu anche un grande arrangiatore, portando al successo brani come Song of India (1937), Boogie Woogie (1940) di Pinetop Smith e molti altri. In tutta la sua carriera attiva, Dorsey vendette oltre 235 milioni di dischi. Fu un vero pioniere nell'uso del trombone nel jazz: inventò la tecnica del "suono legato", caratterizzata da assoli lunghissimi e ininterrotti senza mai staccare il suono.
Apparve anche in numerosi film hollywoodiani tra il 1941 e il 1953, al fianco di Judy Garland, Danny Kaye, Gene Kelly, Red Skelton, Virginia Mayo e molti altri. Il film autobiografico della vita dei fratelli Dorsey fu L'America dei Dorsey (1947), che di fatto sancì l'inizio della riunificazione di Tommy e Jimmy.
Nel 1953 i fratelli Dorsey si riunirono definitivamente nella Dorsey Brothers Orchestra, guidata da Tommy, con Jimmy in primo piano. Dal 1955 al 1956 ebbero un posto di primo piano nello Stage Show del network televisivo CBS, dove apparve ripetutamente come ospite anche Elvis Presley. Nello stesso periodo la band lavorò frequentemente allo Statler Hotel (successivamente Hotel Pennsylvania) di Manhattan.
Morì nella sua casa il 26 novembre 1956 all'età di 51 anni: mentre dormiva ebbe un rigurgito, ma, avendo assunto dei sonniferi, non si svegliò e rimase soffocato.
Nell'autunno del 1957 fu organizzata un'orchestra chiamata Tommy Dorsey band, sotto la direzione del trombonista Warren Covington, che girò le sale da ballo di tutti gli Stati Uniti.

## Filmografia
- Girl Crazy, regia di Norman Taurog e Busby Berkeley (1943)
- Ritmi di Broadway (Broadway Rhythm), regia di Roy Del Ruth (1944)
- Luna senza miele (Thrill of a Romance) di Richard Thorpe (1945)